# TIC en l'àmbit sanitari
La presència de les Tecnologies de la Informació i la Comunicació (TIC) a l'àmbit de la salut afecta en els aspectes de la planificació, la informació, la recerca, la gestió, la prevenció, promoció, el diagnòstic, el tractament i l'educació. Les TIC poden aportar beneficis i problemes (informació falsa, infoxicació) en l'àmbit sanitari.
La percepció i el comportament de les potencials pacients i pacients respecte les TIC per als assumptes sanitaris ha sigut objecte de recerca perquè els professionals de l'àmbit ho tinguen en compte alhora de prendre decisions.

## Elements de les TIC en l'àmbit sanitari
- eSalut (o Cibersalut): és segons l'Organització Mundial de la Salut "l'ús eficaç en costos econòmics i en seguretat de les TIC per a l'àmbit de la salut incloent els serveis d'atenció sanitària, la vigilància i documentació sanitàries, l'educació, coneixements i investigacions relatives a la salut".[3][2]
- Telemedicina
- Teleassistència[2]
- mSalud: ús del telèfon mòbil per a donar serveis i informació sanitària.
- Recepta electrònica
- Historial clínic digital:[6] aquest permet al personal sanitari tindre accés en temps real a la informació sobre el pacient.[7]
- eLearning: aplicació de les TIC a la formació i aprenentatge sanitaris.[8]
- La desinformació i el seu combat[9]
- El tractament de les dades massives sanitàries
- La ciberseguretat de les dades electròniques que comprometen la privacitat[10]

## TIC a l'àmbit sanitari al món
El 1998 l'Organització Mundial de la Salut (OMS) recomanava l'ús adequat de la telemàtica per a la salut.
El 2003 la Reunió Mundial sobre la Societat de la Informació considerava que la eSalut seria una disciplina molt important per a la millora de la qualitat de vida de la població en general.
La OMS elaborà i posà en marxa l'Estratègia i Pla d'Acció sobre eSalut (2012-2017). Aquest pla pretén millorar l'accés als serveis sanitaris mitjançant l'ús de les TIC.
Els autors amb els serveis de xarxa social com Twitter arriben més ràpidament al públic, sense haver de passar pels mitjans de comunicació com a mitjancers.
La preocupació per la producció de qualitat (i per tant, producció guiada per una bona ètica) de continguts publicats a la web va provocar iniciatives de certificació, com és el cas de l'activitat de la fundació Hon Code (http://www.healthonnet.org/HONcode/Spanish/). Així i tot, la seua eficàcia és relativa per la falta de capacitat legal de l'entitat.

### TIC i les grans empreses d'Internet
La característica de la interactivitat en fonts d'informació de la salut ha sigut una preocupació d'empreses com Google i Microsoft.
Exemples destacables Google facilità informació sobre casos de febre amb Flu Trends, posà en marxa un buscador de geolocalització de patologies rellevants (http://www.google.cat/intl/en/help/features.html#health) i durant un temps va fer funcionar una aplicació en obert d'autogestió en salut (http://www.google.cat/intl/es-ES/health/about/). Altres organitzacions han creat un buscador per geolocalització de vacunes (http://flushot.healthmap.org/ Arxivat 2018-09-11 a Wayback Machine.) i Microsoft creà HealthVault.

### TIC a l'àmbit sanitari a l'Estat Espanyol
Un estudi del 2006 de l'ONTSI trobà que 47,4% dels enquestats confien poc o simplement gens, sent el 67,1% respecte la informació sobre salud trobada als serveis de xarxes socials.
Des del 2008 es va anar comunicant una falsa alarma que ja el 2017 es difonia per la aplicació mòbil Whatsapp sobre la retirada de medicaments amb fenilpropanolamina. La Polícia Nacional ja la desmentí per Twitter el 2012, malgrat que retornava la informació falsa cinc anys després.
El 2017 es creà l'observatori de falses alarmes trobades per Internet, Salud sin bulos. El mateix any es creà la plataforma de formació en línia Red3.0 per a la formació contínua especialitzada en cardiologia.

### TIC a l'àmbit sanitari dels Estats Units d'Amèrica
A finals de la dècada del 2000 es va desenvolupar un curs per a millorar l'accés a la informació sobre salut a Internet (i la web en específic). Aquest curs tingué èxit.

## Web 2.0 i les publicacions mèdiques
Els llocs web de publicacions mèdiques per la dècada de 2010 han anat incorporant elements de la web social, permetent que no solament l'audiència es forme sinó que a més col·labore, participe en els mitjans de comunicació en la web. No solament incorporen característiques com la web social, també destaca l'ús dels formats multimèdia, la consulta mitjançant aplicacions mòbils i la preocupació per la usabilitat. Açò obeïx a la necessitat de renovar-se per a estar posicionats en la web.
"La publicació científica es converteix en una eina de màrqueting i probablement serà el preu que haurà de pagar per sobreviure", en el que es pretén "assolir la notorietat científica per després obtenir un argument de venda indiscutible". Açò per la cerca de noves fonts d'ingressos que difereixen dels tradicionals.

## Criteris de la qualitat de la informació en la web
La qualitat de la informació trobada en la web són:
- La naturalesa de la informació
- La reputació de la professionalitat
- La credibilitat real dels autors que hi ha darrere
- Com a criteri extra estaria "l'adscripció als segells de qualitat o avals oficials"